# Asbjørn Berger
Asbjørn Berger (* 1947) ist ein ehemaliger norwegischer Radrennfahrer und nationaler Meister im Radsport.

## Sportliche Laufbahn
Berger gewann seinen ersten nationalen Titel im Mannschaftszeitfahren 1966 gemeinsam mit Knud Stenberg, Thorleif Andresen und Ørnulf Andresen. 1967 verteidigte dieser Vierer den Titel. 1968 fuhr Erik Stiansen für Stenberg in der Meistermannschaft. 1971 siegten Asbjørn Berger, Thorleif Andresen, Sverre Wegge und Kjell Kråkmo. 1974 siegte Berger mit Bjarte Bruland, Birger Hungerholdt und Thorleif Andresen. 1975 fuhren Berger und Thorleif Andresen wieder im siegreichen Vierer, dazu kamen Jan Erik Gustavsen und Birger Hungerholdt.
1969 wurde er im Rennen der UCI-Straßen-Weltmeisterschaften der Amateure 65. 1970 siegte er im Eintagesrennen Tyrifjorden Rundt. In der Internationalen Friedensfahrt 1971 schied er aus.